# Birmingham Grand Prix 2015
Navigation
Édition précédente
L'édition 2015 du Birmingham Grand Prix se déroule le 7 juin 2015 à l'Alexander Stadium de Birmingham, au Royaume-Uni. Il constitue la cinquième étape de la Ligue de diamant 2015.

## Résultats

### Hommes
| Épreuve           | Vainqueur                             | Second                               | Troisième                        |
| ----------------- | ------------------------------------- | ------------------------------------ | -------------------------------- |
| 100 m             | Marvin Bracy 9 s 93 (PB)              | Adam Gemili 9 s 97 (PB)              | Michael Rodgers 9 s 97           |
| 800 m             | Nijel Amos 1 min 46 s 77              | Adam Kszczot 1 min 47 s 03           | Marcin Lewandowski 1 min 47 s 45 |
| 5000 m            | Thomas Pkemei Longosiwa 13 min 7 s 26 | Isiah Kiplangat Koech 13 min 11 s 22 | Stephen Mokoka 13 min 20 s 22    |
| Lancer du javelot | Julius Yego 91,39 m (AR, WL, DLR)     | Vitezslav Vesely 88,18 m (SB)        | Keshorn Walcott 86,43 m (NR)     |
| Saut en longueur  | Greg Rutherford 8,35 m (SB)           | Michael Hartfield 8,23 m             | Dan Bramble 8,17 m               |
| Triple saut       | Christian Taylor 17,40 m              | Benjamin Compaoré 17,01 m (SB)       | Tosin Oke 16,71 m                |

### Femmes
| Épreuve          | Vainqueur                       | Seconde                          | Troisième                      |
| ---------------- | ------------------------------- | -------------------------------- | ------------------------------ |
| 200 m            | Jeneba Tarmoh 22 s 29 (SB)      | Allyson Felix 22 s 29            | Dina Asher-Smith 22 s 30 (PB)  |
| 100 m haies      | Dawn Harper-Nelson 12 s 58 (SB) | Brianna Rollins 12 s 63 (SB)     | Tiffany Porter 12 s 65         |
| 400 m            | Stephenie Ann McPherson 52 s 14 | Geisa Aparecida Coutinho 52 s 59 | Anyika Onuora 52 s 75          |
| 400 m haies      | Kaliese Spencer 54 s 45 (SB)    | Cassandra Tate 54 s 73 (SB)      | Zuzana Hejnova 55 s 00 (SB)    |
| 1500 m           | Sifan Hassan 4 min 00 s 30      | Abeba Aregawi 4 min 1 s 97 (SB)  | Laura Weightman 4 min 6 s 42   |
| 3000 m steeple   | Virginia Nyambura 9 min 24 s 01 | Hyvin Kiyeng 9 min 25 s 20       | Lidya Chepkurui 9 min 26 s 54  |
| Saut en hauteur  | Kamila Licwinko 1,97 m (=SB)    | Justyna Kasprzycka 1,94 m (=SB)  | Mariya Kuchina 1,94 m          |
| Lancer du poids  | Christina Schwanitz 19,68 m     | Cleopatra Borel 18,80 m (SB)     | Tia Brooks 18,67 m             |
| Saut à la perche | Fabiana Murer 4,72 m (SB)       | Mary Saxer 4,62 m (SB)           | Anzhelika Sidorova 4,62 m (SB) |
| Lancer du disque | Sandra Perkovic 69,23 m (MR)    | Dani Samuels 64,89 m             | Mélina Robert-Michon 63,23 m   |

## Légende
Records et Performances
- AR : Record continental (area record)
- CR : Record des championnats (championship record)
- MR : Record du meeting (meet record)
- NR : Record national (national record)
- OR : Record olympique (olympic record)
- PR : Record paralympique (paralympic record)
- PB : Record personnel (personal best)
- SB : Meilleure performance personnelle de la saison (season's best)
- WL : Meilleure performance mondiale de l'année (world leader)
- WJR : Record du monde junior (world junior record)
- WR : Record du monde (world record)

Circonstances et Conditions
- DNF : N'a pas terminé (did not finish)
- DNS : N'a pas pris le départ (did not start)
- DQ : Disqualification (disqualification)
- NM : Aucun essai valable enregistré (No Mark)
- Q : Qualifié « directement » au prochain tour (ou à la prochaine compétition), lors d'une compétition majeure, grâce au classement ou à la réalisation des minima (automatic qualifier)
- q : Qualifié au prochain tour (ou à la prochaine compétition), lors d'une compétition majeure, grâce au repêchage ou à la réalisation de l'une des meilleures performances parmi celles des « non qualifiés directement » (grâce au meilleur temps ou à la meilleure distance par exemple) (secondary qualifier)